# レンビル郡 (ミネソタ州)
レンビル郡 (Renville County) はアメリカ合衆国ミネソタ州に位置する郡である。2000年現在、人口は17,154人である。ここの郡庁所在地はOliviaである。

## 地理
アメリカ合衆国統計局によると、この郡は総面積2,557 km2 (987 mi2) である。このうち2,546 km2 (983 mi2) が陸地で11 km2 (4 mi2) が水地域である。総面積の0.44%が水地域となっている。

### 隣接する郡
- カンディヨーハイ郡  (北)
- ミーカー郡  (北東)
- マックロード郡  (東)
- シブリー郡  (南東)
- ニコレット郡  (南)
- ブラウン郡、レッドウッド郡  (南西)
- イエローメディスン郡  (西)
- チッペワ郡  (北西)

## 人口動勢
2000年現在の国勢調査で、この郡は人口17,154人、6,779世帯、及び4,623家族が暮らしている。人口密度は7/km2 (18/mi2) である。3/km2 (8/mi2) の平均的な密度に7,413軒の住宅が建っている。この都市の人種的な構成は白人95.72%、アフリカン・アメリカン0.06%、先住民0.51%、アジア0.20%、太平洋諸島系0.02%、その他の人種2.77%、及び混血0.73%である。ここの人口の5.11%はヒスパニックまたはラテン系である。
この郡内の住民は26.50%が18歳未満の未成年、18歳以上24歳以下が6.60%、25歳以上44歳以下が25.30%、45歳以上64歳以下が21.70%、及び65歳以上が19.80%にわたっている。中央値年齢は40歳である。女性100人ごとに対して男性は99.30人である。18歳以上の女性100人ごとに対して男性は98.50人である。
この郡内の世帯ごとの平均的な収入は37,652米ドルであり、家族ごとの平均的な収入は45,065米ドルである。男性は30,473米ドルに対して女性は22,179米ドルの平均的な収入がある。この郡の一人当たりの収入 (per capita income) は17,770米ドルである。人口の8.80%及び家族の6.30%は貧困線以下である。全人口のうち18歳未満の10.80%及び65歳以上の8.10%は貧困線以下の生活を送っている。

## 都市及び町

### 都市
- バードアイランド
- Buffalo Lake
- Danube
- Fairfax
- フランクリン
- Hector
- モートン
- Olivia
- レッドウッドフォールズ †
- レンビル
- Sacred Heart

### 郡区
- バンドン郡区
- ビーバーフォールズ郡区
- Birch Cooley Township
- バードアイランド郡区
- Boon Lake Township
- ブルックフィールド郡区
- カイロ郡区
- キャンプ郡区
- Crooks Township
- Emmet Township
- Ericson Township
- Flora Township
- ホーククリーク郡区
- Hector Township
- Henryville Township
- キングマン郡区
- Martinsburg Township
- Melville Township
- ノーフォーク郡区
- Osceola Township
- Palmyra Township
- Preston Lake Township
- Sacred Heart Township
- Troy Township
- Wang Township
- Wellington Township
- ウィンフィールド郡区

† レッドウッドフォールズはレッドウッド郡内にあるが、小さな一部はレンビル郡へ広がっている。